# Imajica
Imajica (titre original : Imajica) est un roman de fantasy de Clive Barker, paru en 1991.

## Résumé
Un homme, Charlie Estabrook, engage un tueur aux mystérieux pouvoirs, Pie 'Oh' Pah, pour tuer sa femme Judith, qui vit à New York. La première tentative échoue, et Estabrook regrette d'avoir voulu faire assassiner Judith. Il demande à l'ex de Judith, Gentle, de la protéger du tueur. Pie, qui a le pouvoir de changer d'apparence, couche avec Gentle sous la forme de Judith avant de se trahir.
Par ailleurs, le conseil de la Tabula Rasa se réunit à Roxborough Tower. L'un de ses membres, Oscar Godolphin, voyage entre la Terre et des mondes parallèles. Devant la Tabula Rasa, Godolphin tue  un tueur nommé Dowd, puis le ressuscite en secret et lui donne l'ordre de retrouver Pie et de le tuer.   
Judith retourne en Angleterre, tandis que Gentle s'intéresse de plus en plus à Pie, qu'il revoit. Ce dernier l'emmène avec lui dans l'un des Cinq Empires, où Gentle se découvre de grands pouvoirs.

## Commentaires
Clive Barker dit d'être inspiré de ses rêves pour écrire son roman. Il a mis quatorze mois à en écrire les 825 pages.